# Rafael Márquez (cyclisme)
Pour les articles homonymes, voir Rafael Márquez (homonymie) et Márquez.
Márquez  Raigón est un nom espagnol. Le premier nom de famille, en général paternel, est Márquez ; le second, en général maternel, souvent omis, est Raigón.
Rafael Márquez Raigón, né le 15 juin 1991 à Montilla, est un coureur cycliste espagnol.

## Biographie
"Rafa" Márquez est originaire de Montilla, une commune située en Andalousie. Il commence le cyclisme en 2002 vers l'âge de onze ans. 
De 2010 et 2015, il court sous les couleurs du club Lizarte. Bon grimpeur, il s'illustre chez les amateurs en obtenant plusieurs victoires et de nombreuses places d'honneur, notamment au Pays basque. Il brille par ailleurs dans des épreuves de la Coupe d'Espagne amateurs. 
En 2016, il rejoint l'équipe continentale Inteja-MMR Dominican, qui évolue sous licence dominicaine. Lors du Tour de Guadeloupe, il se classe deuxième d'une étape de montagne et dixième du classement général. L'année suivante, il termine quatorzième de la Vuelta a la Independencia Nacional.
En octobre 2018, l'Agence espagnole antidopage annonce qu'il a été suspendu quatre mois pour dopage. La substance incriminée n'est pas divulguée.

## Palmarès et résultats

### Palmarès par année
- 2011
  - 2e de l'Ereñoko Udala Sari Nagusia
- 2012
  - 3e étape des Trois Jours d'Alava
  - 3e des Trois Jours d'Alava
  - 3e du San Roman Saria
- 2013
  - Leintz Bailarari Itzulia
  - Prueba Alsasua
  - Zaldibia Sari Nagusia
- 2014
  - Pampelune-Bayonne
- 2015
  - Champion d'Andalousie du contre-la-montre
  - 1re étape de la Vuelta Costa Cálida
  - San Bartolomé Saria
  - 2e de la Vuelta Costa Cálida
  - 2e de l'Aiztondo Klasika
  - 2e du Xanisteban Saria
  - 2e de la Klasika Lemoiz
  - 2e de la Leintz Bailarari Itzulia
  - 2e du Torneo Euskaldun
  - 3e de la Santikutz Klasika
  - 3e de la Subida a Urraki

### Classements mondiaux
| Année            | 2016 |
| ---------------- | ---- |
| UCI America Tour | 401e |